# محمد بن إبراهيم الحسيني
الشريف محمد بن إبراهيم الحسيني الطرابلسي السندروسي (1854 - 22 أغسطس 1940) عالم مسلم لبناني. ولد بطرابلس في عائلة دينية هاشمية وأخذ علومه عن جملة من مشايخ البلد ثم توجه إلى الأزهر ومكث مدة حتى نال الشهادة العالمية ثم عاد إلى طرابلس واشتغل بالتدريس والتعليم وتخرج على يده كثير من علماء. يعد من أعيان طرابلس وعلمائها. توفي فيها تاركا عددًا من المؤلفات منها تفسير الحسيني وفريدة الأصول.

## سيرته
ولد محمد بن إبراهيم الحسيني الطرابلسي في مدينة طرابلس الشام سنة 1270 هـ/ 1854 م ونشأ بها في عائلة متدينة حسينية هاشمية وتلقى دروسه الأولية في مدرسة طرابلس الوطنية ثم في الأزهر بالقاهرة فأتم دراسته الدينية في الفقه والتشريع والحديث والتفسير. وبعد أن نال شهادة الأزهر العلمية العالية عاد إلى طرابلس فدَرَس العلوم الطبيعية والنظريات الطبية على مصطفى الحكيم وجمع في دراساته وتحصيله بين الفلسفتين القديمة منها والحديثة وأصول جميع الأديان وبذلك أصبح أديباً كبيراً. في عام 1897 عين مدرساً في مدرسة مشحا في عكار التي بناها محمد باشا المحمد. رفض مشيخة الإسلام في عهد العثمانيين وقاضي القضاة في عهد الانتداب الفرنسي.

توفي سنة 19 رجب 1359 هـ/ 22 أغسطس 1940 م في مسقط رأسه ودفن بعد صلاة العصر، وبناء لوصيته، إلى جانب ضريح الشيخ علي العمري في مقبرة آل العمري في باب التبانة.

## مؤلفاته
- فريدة الأصول
- المقولات العشر
- تطبيق المبادئ الدينية على قواعد الاجتماع
- تفسير الحسيني، تفسيراً للقرآن جديداً في صياغته وأسلوبه يتفق وروح العصر.